# Karlovac (provincie)
Karlovac (Kroatisch: Karlovačka županija) is een provincie in centraal Kroatië, met Karlovac als administratief centrum. De provincie heeft een oppervlakte van 3625 km².
De stad Karlovac is een fort uit het tijdperk van de Vojna Krajina, een cordon sanitaire tegen het Ottomaanse Rijk. Het fort werd in de 16e eeuw als een zeshoekige ster gebouwd op de plek waar vier rivieren samenvloeien.
Nadat Karlovac een vrije stad werd was er tussen de 18e en 19e eeuw een snelle groei, mede dankzij de aanleg van wegen tussen de Pannonische vlakte en de Adriatische Kust, en kanalen langs de rivier de Kupa. De 20e eeuw was minder florerend, maar de stad wordt opgebouwd om weer een belangrijk geostrategisch punt in Kroatië te worden.
De provincie Karlovac strekt zich in het noorden uit tot de warmwaterbronnen van Jamnica (de logo's van deze plek waren te zien op de wintermutsen van Janica Kostelić); in het zuiden strekt de provincie zich uit tot het berggebied van Gorski kotar en Lika. De berg Bjelolasica is het grootste wintersportrecreatieoord van Kroatië.

## Demografie
Volgens een in 2001 gehouden volkstelling telde de provincie destijds 141.787 mensen en 49.621 huishoudens. De bevolkingsdichtheid is 39/km². Van de bevolking is 84,27% Kroatisch en 11,04% Servisch. Zo'n 20,7% van de bevolking is niet ouder dan 19, 52% zit tussen de 19 en 60 jaar en 27,3% is ouder dan 60.

## Bestuurlijke indeling
De provincie Karlovac is onderverdeeld in:
- De stad Karlovac
- De stad Ozalj
- De stad Ogulin
- De stad Slunj
- De stad Duga Resa
- De gemeente Barilović
- De gemeente Bosiljevo
- De gemeente Cetingrad
- De gemeente Draganić
- De gemeente Generalski Stol
- De gemeente Josipdol
- De gemeente Kamanje
- De gemeente Krnjak
- De gemeente Lasinja
- De gemeente Netretić
- De gemeente Plaški
- De gemeente Rakovica
- De gemeente Ribnik
- De gemeente Saborsko
- De gemeente Tounj
- De gemeente Vojnić
- De gemeente Žakanje

## Provinciale regering
Huidige Župan (prefect): Nedjeljko Strikić (HDZ)
De provinciale assemblee bestaat uit 44 vertegenwoordigers van de volgende politieke partijen:
- Kroatisch Democratische Unie (HDZ) 16
- Sociaaldemocratische Partij van Kroatië (SDP) 11
- Kroatische Boerenpartij (HSS) 6
- Kroatische Sociaal Liberale Partij (HSLS) 4
- Democratisch Centrum (DC) 3
- Kroatische Partij van Rechten (HSP) 1
- Kroatische Pure Partij van Rechten (HČSP) 1
- Kroatisch Blok (HB) 1
- onafhankelijke vertegenwoordiger 1